# Al Gore
Pour les articles homonymes, voir Gore.
Albert Arnold Gore, Jr. dit Al Gore, né le 31 mars 1948 à Washington, D.C., est un homme d'affaires et homme d'État américain, vice-président des États-Unis de 1993 à 2001.
Membre du Parti démocrate, il siège pour le Tennessee à la Chambre fédérale des représentants de 1977 à 1985 puis au Sénat entre 1985 et 1993, avant d'être élu vice-président de Bill Clinton lors des élections de 1992 et 1996.
Il est candidat à la présidence lors de l'élection présidentielle de 2000. Bien que majoritaire en voix au niveau national et en dépit des recours et contestations consécutifs au comptage des voix en Floride devant la Cour suprême, il est, en raison du mode d'élection aux États-Unis, battu par le candidat du Parti républicain, George W. Bush, majoritaire en nombre de grands électeurs.
En 2007, il est lauréat, avec le GIEC, du prix Nobel de la paix pour « leurs efforts afin de mettre en place et diffuser une meilleure compréhension du changement climatique causé par l'homme, et de jeter les bases des mesures nécessaires pour contrecarrer un tel changement ».

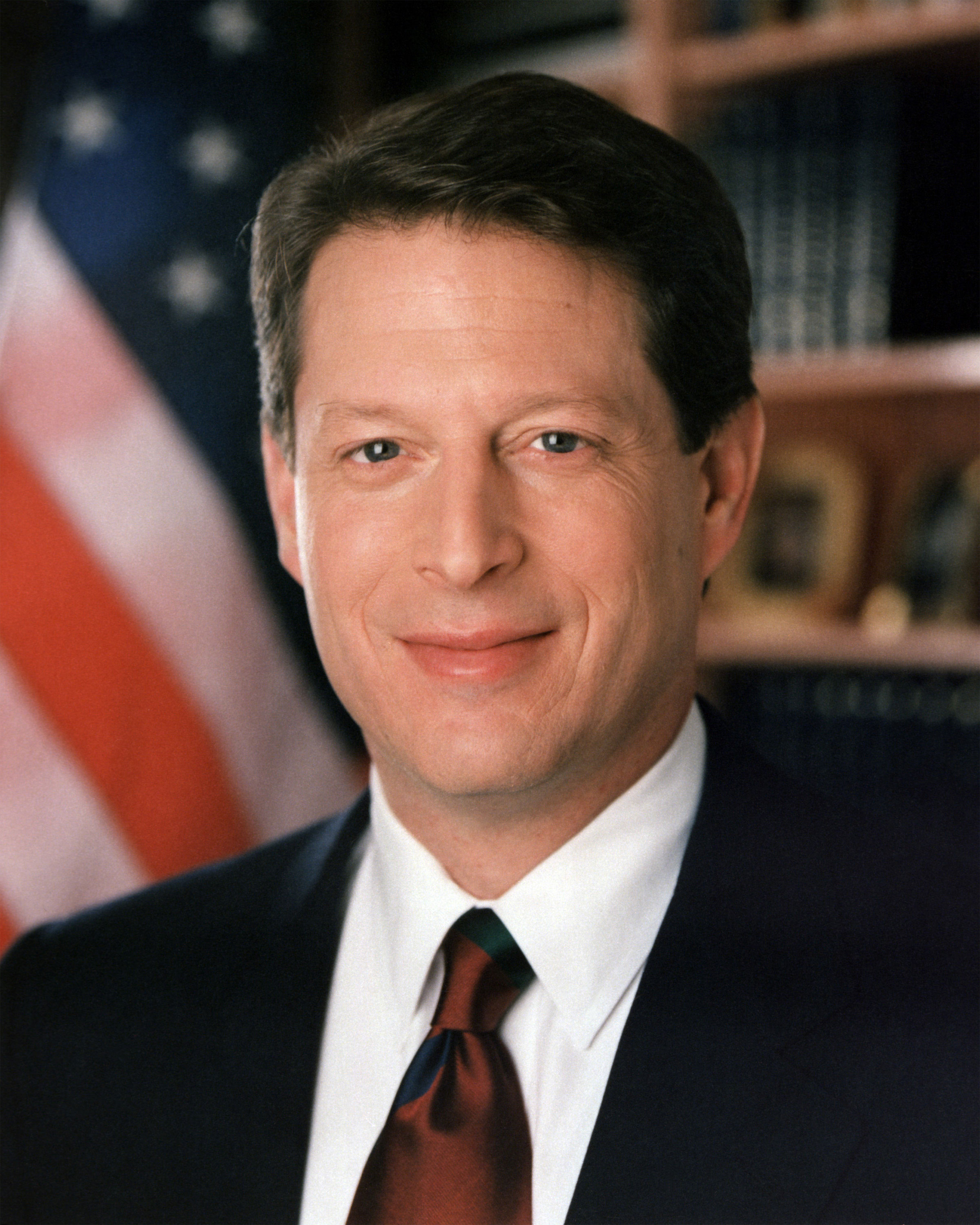
Portrait officiel d'Albert A. Gore, en tant que vice-président des États-Unis (1994).

## Biographie

### Naissance
Al Gore est né le 31 mars 1948 à Washington. Son père, Albert Arnold Gore, Sr., est sénateur du Tennessee de 1952 à 1970.

### Études et carrière
Il fait ses études primaires et secondaires à l'École St. Albans de Washington avant d'intégrer l'université Harvard, où il étudie en gouvernance et partage sa chambre pendant quatre ans avec l'acteur et réalisateur Tommy Lee Jones,,.
Il sort diplômé en juin 1969 avec un Bachelor of Art. Bien qu'opposé à la guerre du Viêt Nam, il s'engage dans l'armée le 7 août pour y participer.
Il est envoyé au Viêt Nam en 1971, après avoir suivi un entraînement de journaliste militaire.
Après son retour, il devient reporter au Tennessean et suit parallèlement des études de théologie à l'université Vanderbilt afin d’avoir des réponses à ses questions spirituelles sur les injustices sociales . En 1974, il arrête son travail au Tennessean pour étudier à la faculté de droit de l'université Vanderbilt. Il n'a toutefois pas terminé ses études de droit et a décidé en 1976, de se présenter pour un siège à la Chambre des représentants des États-Unis.

## Parcours politique

### Représentant puis sénateur (1976-1993)

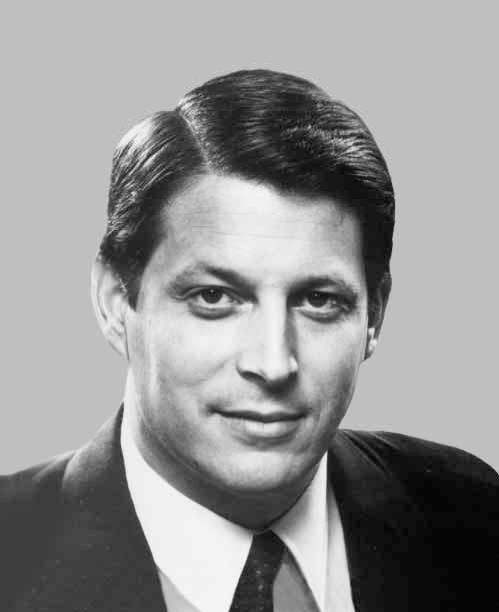
Portrait de Gore au Sénat.

Il commence sa carrière politique en 1976, en étant candidat à la Chambre des représentants, dans la quatrième circonscription du Tennessee.
Il bat le sortant Stanley Rogers (en) aux primaires démocrates et est élu sans opposant pour son premier poste au Congrès.
Il est réélu sans discontinuité en 1978, 1980 et 1982 avec de très confortables avances. En 1984, il brigue le poste de sénateur laissé libre par le retrait du chef de la majorité au Sénat, le républicain Howard Baker, et bat très largement son adversaire Victor Ashe (en).
À la Chambre des représentants comme au Sénat, Al Gore se fait remarquer par ses connaissances très pointues dans les domaines de la défense, des nouvelles technologies et de l'environnement. Démocrate élu dans un État du sud, il est alors relativement conservateur sur les questions de société, en se prononçant par exemple contre le droit à l'avortement.
En 1988, il se présente aux primaires démocrates. Malgré une belle performance lors des primaires se tenant dans le sud, il est finalement battu par Michael Dukakis, qui fut lui-même défait à l'élection présidentielle par le vice-président sortant George H. W. Bush.
En 1989, le très grave accident d'automobile dont est victime son fils de six ans, Albert III, l'incite à prendre du recul par rapport à la politique.
Ainsi, il refuse de se présenter aux primaires démocrates de 1992.
Mais il est choisi comme colistier par le candidat démocrate Bill Clinton le 9 juillet 1992 pour l'élection présidentielle se tenant la même année. Il est élu le 3 novembre 45e vice-président des États-Unis, et est réélu en novembre 1996.

### Vice-président des États-Unis (1993–2001)

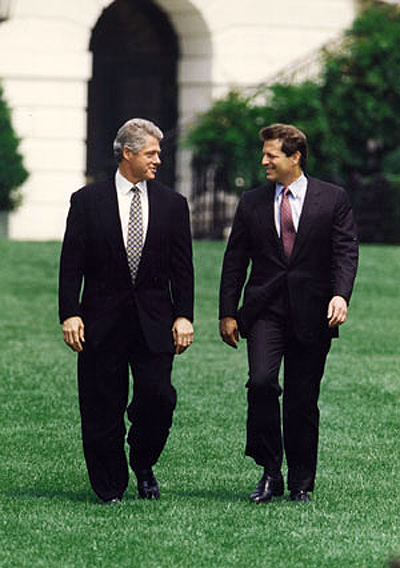
Gore et Clinton à la Maison-Blanche, en 1993.

Il est considéré par les historiens comme l'un des vice-présidents les plus influents et les plus actifs de l'histoire des États-Unis.
Une des principales réformes dues à Al Gore est celle de la réforme de l'État (National Performance Review), laquelle a conduit à la simplification et à la réduction des codes administratifs, ainsi qu'à la lutte contre les fraudes au sein de l'administration fédérale.
Il promeut l'expression « autoroutes de l'information » (Information highways), comparant leur importance pour le commerce à celle des chemins de fer ou des transports routiers à d'autres époques.
L'Internet existe déjà depuis plus de dix ans pour les universités et les fournisseurs militaires, mais c'est à son initiative que celui-ci atteindra directement le grand public et le commerce de détail, faisant passer au second plan les réseaux privés comme CompuServe, Prodigy (en) ou le premier MSN.[réf. nécessaire]
Al Gore contribue aussi nettement à l'adoption par la Chambre des représentants de l'accord de libre-échange sur l'Alena. Lors d'un débat télévisé contre Ross Perot en 1993, il convainc l'opinion du bien-fondé de l'accord, et pousse les représentants à approuver la loi par 234 voix contre 200.
Il œuvre aussi au développement d'Internet, par le biais de programmes dans les écoles et les bibliothèques.
Déjà, au Sénat, il avait permis la création d'un centre de recherche sur les nouvelles technologies de l'information et de la communication (NTIC).
Intéressé par l'environnement et sa protection, il prend diverses mesures contre le réchauffement climatique, la déforestation et la réduction des émissions de gaz à effet de serre affectant la couche d'ozone, et, lors de la signature du protocole de Kyoto, il se prononce pour la signature du traité par les États-Unis.

### Candidat à la présidence en 2000
En 1999, Al Gore annonce sa candidature à l'élection présidentielle. Après avoir facilement battu son principal adversaire lors de la primaire démocrate, Bill Bradley (ancienne vedette du basket-ball et sénateur du New Jersey), il est distancé dans les sondages par son opposant républicain, George W. Bush, alors que tous lui prédisaient une victoire facile. Le choix comme colistier de Joseph Lieberman lors de la Convention démocrate de Los Angeles et une campagne orientée plus à gauche le remettent dans la course.
Le 7 novembre 2000, Al Gore obtient 550 000 voix de plus que son adversaire au niveau national, mais le système des grands électeurs rend la Floride indispensable à la victoire d'un des deux candidats. Pendant un mois, l'Amérique vit au rythme du recompte des voix de l'État, avec plusieurs contestations judiciaires sur les procédures électorales et sur le dysfonctionnement de plusieurs machines de vote. À la mi-novembre, la date limite est épuisée alors que plusieurs comtés n'ont pas achevé les recomptes manuels, Bush y obtient 537 voix d'avance sur Gore, soit une marge de 0,009 %.
Après plus d'un mois de décomptes incertains, la Cour suprême des États-Unis avec l'arrêt Bush v. Gore, ordonne l'arrêt des vérifications et déclarant illégal le comptage, décidant de fait de l'élection de George W. Bush à la présidence, celui-ci obtenant officiellement 537 bulletins de plus que son adversaire, sur un total de six millions. Al Gore concède l'élection le 13 décembre, mais dénonce le verdict de la Cour suprême, et assure qu'il aurait gagné si tous les votes avaient été recomptés.
En 2001 et 2002, deux nouveaux recomptages financés par les grands journaux américains démontrent que les résultats diffèrent selon les méthodes de recompte employées permettant à Bush soit de l'emporter avec une marge allant jusqu'à 1 665 voix d'avance soit de perdre par 171 voix contre Al Gore.
Par ailleurs, il fait partie des rares candidats à ne pas avoir remporté leur propre État.

### De la politique au militantisme

#### Opposant politique

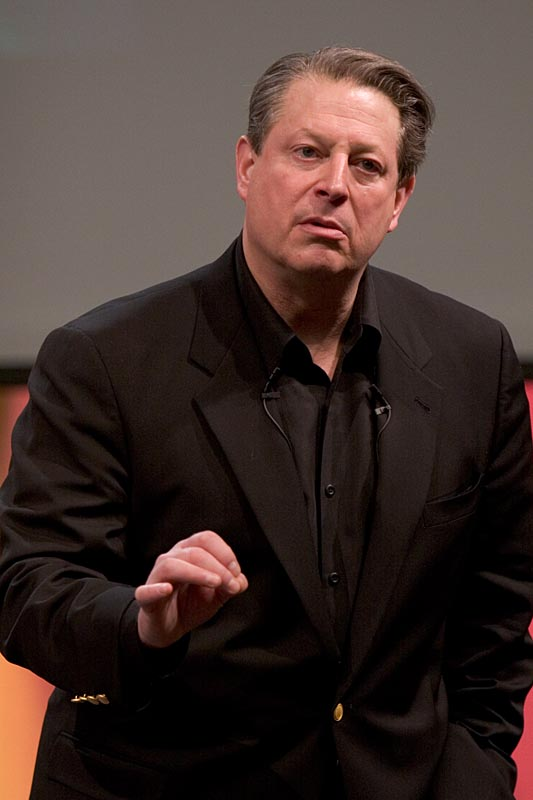
Al Gore lors d'une conférence en 2006.

Après avoir soutenu George W. Bush après les attentats du 11 septembre 2001, Al Gore prend très vite ses distances avec l'administration républicaine.
Ainsi, en novembre 2002, il déclare son opposition à la guerre d'Irak, alors que tous les leaders démocrates soutiennent ce projet ou gardent le silence.
De même, il s'oppose à la politique économique du président Bush, et dénonce les privations de libertés contenues dans l’USA PATRIOT Act.
En décembre 2002, il annonce qu'il ne sera pas candidat contre George W. Bush le 2 novembre 2004, malgré les sondages le plaçant en bonne position pour les primaires démocrates. Mais, il mène toutefois campagne pour Howard Dean lors des primaires, puis pour John Kerry, le candidat démocrate.

#### Current TV
Le 1er août 2005, avec l'avocat Joel Hyatt, il fonde la chaîne télévisée américaine Current TV, destinée à un public jeune et internaute. En 2012, il revend Current TV à Al Jazeera pour un montant estimé à 400 millions de dollars.

#### Apple
Il appartient au comité de direction d'Apple, et sert comme conseiller officieux au moteur de recherche sur Internet Google.

#### Défenseur de l'écologie

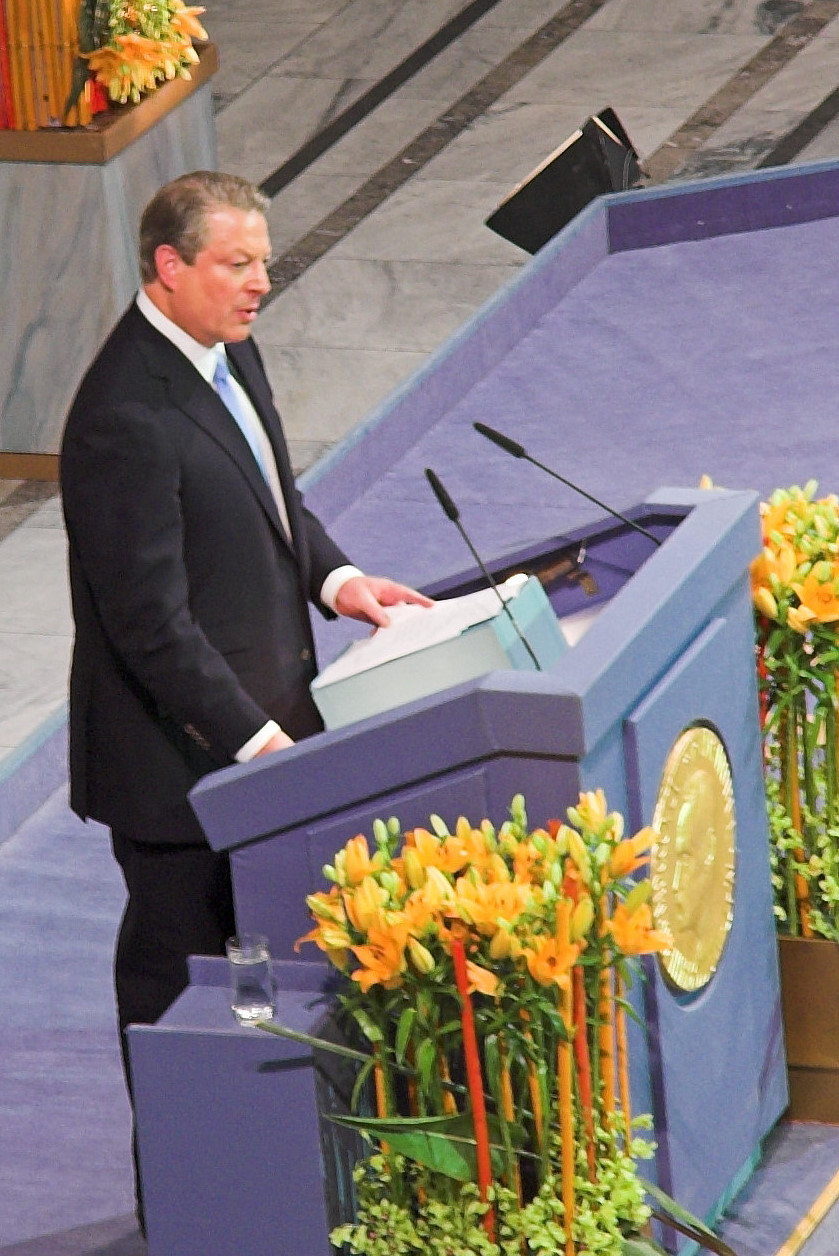
Al Gore reçoit son prix Nobel à l'hôtel de ville d'Oslo, le 10 décembre 2007.

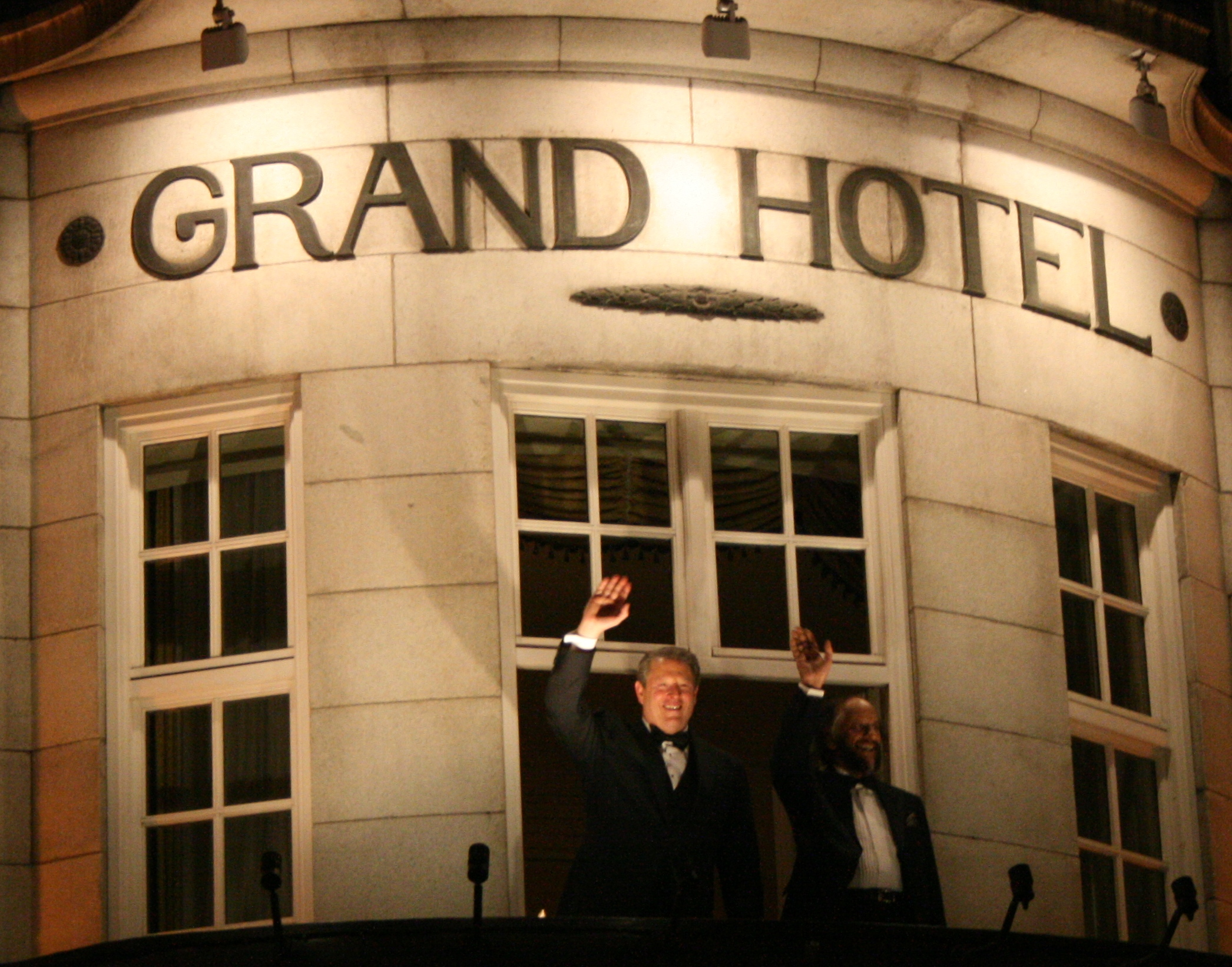
Al Gore et Rajendra Pachauri sur le balcon du en, Oslo.

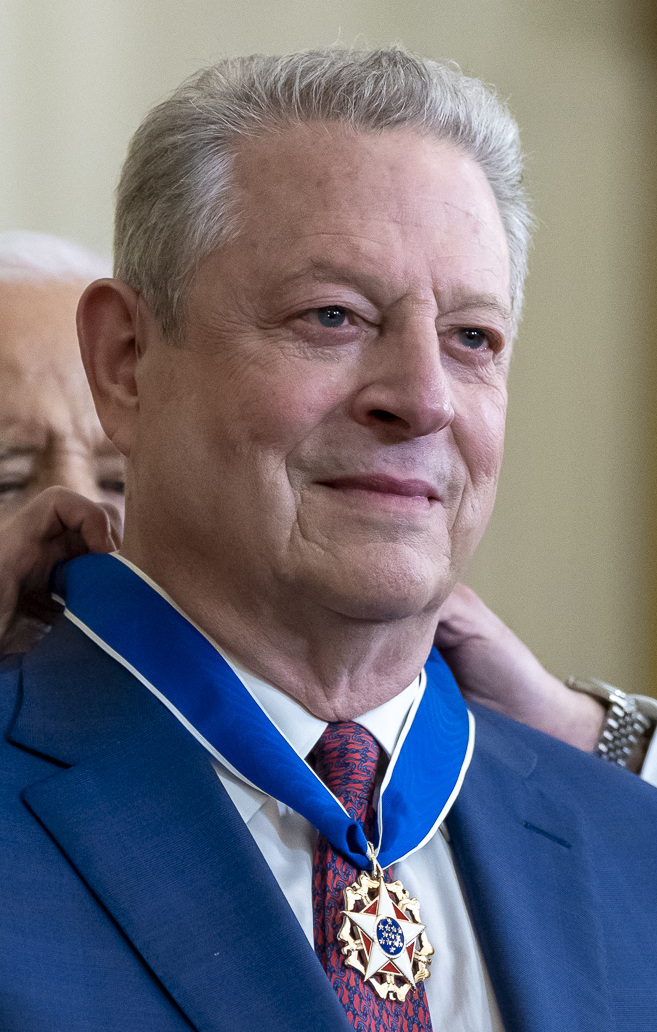
Le président Joe Biden remet la médaille de la Liberté à Al Gore en 2024.

Préoccupé par les questions écologiques, il est l'acteur et l'orateur du documentaire réalisé par Davis Guggenheim, An Inconvenient Truth (Une vérité qui dérange). Présenté au Festival du film de Sundance et au Festival de Cannes de 2006, ce film montre les effets dramatiques du réchauffement climatique sur la planète. Il rencontre un grand succès public aux États-Unis pendant l'été 2006.
Ce film est sorti dans les salles françaises le 11 octobre 2006, jour qu'a choisi Al Gore pour venir le présenter à Paris. Le 25 février 2007, le film est récompensé par deux Oscars : Oscar du meilleur film documentaire et Oscar de la meilleure chanson originale.
Dans un jugement en octobre 2007, un juge de la Haute Cour de Londres estime que ce film est « en grande partie exact » et s'appuie sur de sérieuses recherches scientifiques, notamment celles du GIEC, mais relève neuf erreurs ou approximations contenues dans le documentaire, qu'il considère aussi comme un film politique.
Il a ainsi décidé que sa diffusion dans les écoles devait être accompagnée d'une notice exposant les différents points de vue sur le sujet, afin de respecter les lois demandant une expression équilibrée des idées politiques dans les écoles.
Son activité en faveur de la lutte contre le réchauffement climatique lui vaut le prix Nobel de la paix en 2007.
Il va verser « 100 % » du montant de son prix à sa fondation, l'ACP (Alliance for Climate Protection)[Passage à actualiser]. Il a par ailleurs estimé qu'il fallait mettre les mécanismes de l'économie de marché au service des questions environnementales.

## Homme d'affaires
Al Gore est le cofondateur et chairman de Generation Investment Management LPP, fonds d'investissements à long terme dans l'économie durable, et qui recueille des capitaux très importants d'investisseurs du monde entier et en particulier de nombreux fonds de pension américains.
À sa création en 2004, Generation Investment a drainé 5 milliards de dollars américains.
Al Gore s'est lancé également dans le négoce de certificats d'émissions de CO2.
Il est membre du conseil d'administration du Forum économique mondial.

## Vie privée
Il épouse Mary Elizabeth "Tipper" Aitcheson le 19 mai 1970, le couple a quatre enfants : Karenna (1973), Kristin (1977), Sarah (1979) et Albert (1982). Les deux époux se sont séparés en juin 2010.
Avant de commencer sa carrière politique, il fréquentait l’Église baptiste missionnaire de New Salem à Elmwood, Tennessee. En 1977, lorsqu’il a déménagé à Arlington, il a fréquenté la Mount Vernon Baptist Church. Sa femme et lui ont été baptisés en 1980 et sont devenus membres de l’église. En 2004, il a annoncé avoir quitté la Convention baptiste du Sud, mais est resté baptiste, et a été un des principaux orateurs lors de la convention de la New Baptist Covenant en 2008.

## Publications
Son ouvrage Earth in Balance: Ecology and Human Spirit (Sauver la planète Terre : l'Écologie et l'Esprit humain), publié en 1992, est un plaidoyer en faveur d'une prise de conscience au niveau gouvernemental des problèmes écologiques mondiaux.
Il connaît un grand succès aux États-Unis et devient même un best-seller en Allemagne et au Royaume-Uni avec respectivement 2,5 et 1,5 million d'exemplaires vendus.
En 1995, Al Gore publie Common Sense Government: Works better and costs less (Pour un gouvernement responsable : fonctionne mieux et coûte moins).
Il s'agit là d'un ouvrage qui définit les grandes lignes du programme de rénovation de l'État lancé par Bill Clinton et confié à son vice-président.
En 2007, Al Gore publie un autre ouvrage The Assault on Reason (La Raison assiégée). Un livre qui évoque l'échec de la démocratie participative telle que désirée par les pères fondateurs de l'Amérique ainsi qu'une critique à l'endroit de l'administration Bush.
En 2009, il publie Our Choice (titre français Choisir, maintenant) qui traite de toutes les solutions existantes pour vaincre la crise climatique.
En 2013, Gore fait paraître The Future: Six Drivers of Global Change chez Random House.

## Dans la culture
- 1994 : Les Simpson (saison 6 épisode 10 : La Potion magique) : lui-même
- 1996 : Les Simpson (saison 7 épisode 20 : Faux permis, vrais ennuis) : Martin Prince achète une figurine parlante d'Al Gore
- 2000-2010 : Futurama (deux épisodes) : la tête d'Al Gore
- 2007-2009 : 30 Rock (deux épisodes) : lui-même
- 2012-2018 : South Park (saison 10 épisode 6 et saison 22 épisode 6 et 7) : lui-même
- 2013 : South Park : Le Bâton de la vérité : lui-même

## Distinctions

### Médailles
- 1969 :  Médaille du service de la Défense nationale
- 2024 :  Médaille présidentielle de la Liberté

### Oscars
- 2007 : Oscar du meilleur film documentaire pour An Inconvenient Truth

### Grammy Awards
- 2009 : Grammy Award du meilleur album de narration pour An Inconvenient Truth: The Planetary Emergency of Global Warming and What We Can Do About It

### Prix littéraires
- 2006 : Quill Awards : Histoire/actualité/politique, Une vérité qui dérange
- 2007 : Quill Awards : Histoire/actualité/politique, L'assaut contre la raison

### Prix en technologie
- 1993 : First Annual Cisco Systems Circle Award pour son leadership dans la sensibilisation mondiale aux réseaux informatiques
- 1998 : Computerworld Honors Program : Toshiba America Leadership Award for Education
- 2005 : Webby Award : Lifetime Achievement Award (technologie interactive)
- 2012 : Membre inaugural du Internet Hall of Fame décerné par l'Internet Society

### Prix Nobel de la paix
- 2007: Prix Nobel de la paix